# Una historia de amor
Una historia de amor és una pel·lícula espanyola del 1967 dirigida per Jordi Grau i Solà i protagonitzada per Simon Andreu, Teresa Gimpera i Serena Vergano, entre d'altres.

## Sinopsi
Daniel i María són un jove matrimoni que esperen el seu primer fill. Amb ells viu la germana de Maria Sara, per tal d'ajudar-los en els primers moments de naixement del nen. Però Sara encara és enamorada de Daniel, tot i que intenta oblidar-lo sortint amb altres nois. María descobreix l'amor de Sara per Daniel, cosa que provoca una tensió estranya entre ambdues. Però alhora Daniel descobreix que se sent atret per Sara. Tanmateix, ambdós estimen María i cap dels dos li vol fer mal.

## Repartiment
- Simon Andreu... 	Daniel
- Serena Vergano... Sara
- Teresa Gimpera... María
- Yelena Samarina... Veïna
- José Franco... Editor
- Félix de Pomés... Vell verd
- Adolfo Marsillach... Gómez
- Rafael Anglada
- José Carlos Plaza

## Comentaris
Ha esdevingut pel·lícula de culte, segons Fotogramas, "per la seva simplicitat, la seva condició d'obra ben feta i la seva manca de pretensions, narrant una història mínima enquadrada en un context determinat".

## Guardons
Pel seu paper Serena Vergano va rebre el premi a la millor actriu en pel·lícula espanyola a la 12a edició dels Premis Sant Jordi de Cinematografia i la Conquilla de Plata a la millor actriu al Festival Internacional de Cinema de Sant Sebastià 1967.